# Будинок електростанції (Ніжин)
Будинок електростанції в Ніжині — пам'ятка промислової архітектури місцевого значення початку XX століття. Будувався з 1914 по 1916 рік. Розташована за адресою вул. Московська, 3. Охорон. номер 5571-Чр.

## Історична довідка
Межа ХІХ-ХХ ст. ознаменувалася прискоренням темпів модернізації інфраструктури міст у Російській імперії. Саме цього часу набули поширення електричне освітлення, міський електричний транспорт, телефонний і телеграфний зв'язок, тощо. Важливою умовою поширення цих нововведень, котрі якісно покращували життя міського населення, було будівництво електростанції. Чинником прискорення цього процесу була наявність у місті великих промислових підприємств, що гарантувало постійне споживання електроенергії.
Ніжин не мав належного промислового потенціалу, тому ідея щодо будівництва міської електростанції виникла доволі пізно. Перші переговори з цього приводу розпочалися лише у 1910–1911 роках. Більш серйозно до ідеї з будівництвом електростанції повернулися в 1913 р. В 1914 р. був укладений концесійний договір з ніжинським підприємцем Еммануїлом Архиповичем Калиною.

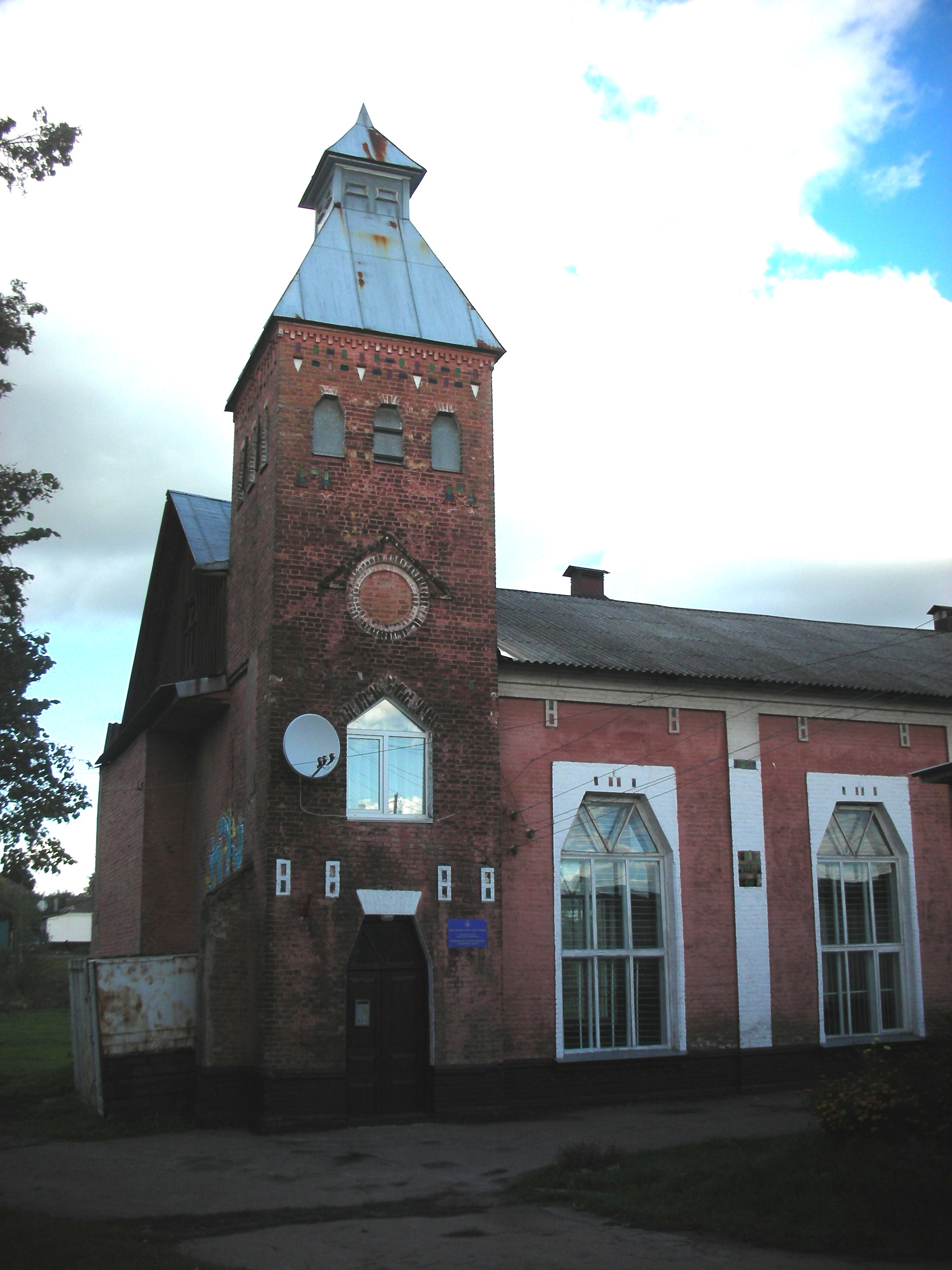
Будинок першої в Ніжині міської електростанції

Будівельні роботи розпочалися наприкінці 1914 р. Проект приміщення електростанції був виконаний у стилі українського модерну відомим архітектором Опанасом Георгійовичем Сластіоном. З київським заводом «Гретер» була укладена угода на постачання дизельного двигуна потужністю 135 кінських сил, насосів, інших механізмів, а також прокладання електромережі містом.

Перший струм «Ніжинська центральна електростанця» виробила восени 1916 р. 29 грудня 1916 р. було створене «Ніжинське електричне акціонерне товариство».

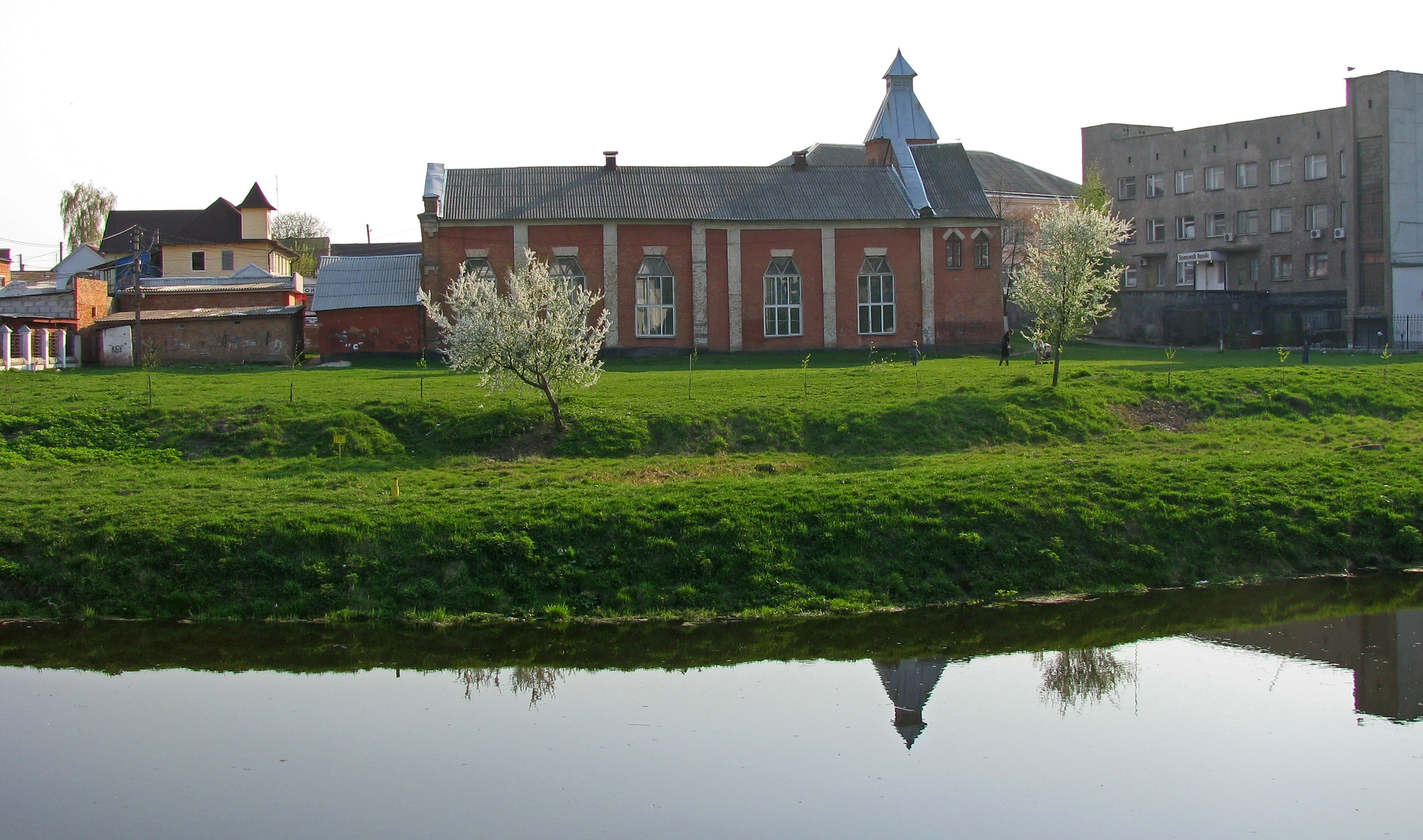
Будинок першої в Ніжині міської електростанції

Спочатку електростанція обслуговувала мережу 69 вуличних ліхтарів. Упродовж наступного року їх кількість зросла аж до 300 (з них 33 світилися всю ніч).
На межі 1916–1917 р. було електрифіковане приміщення міської влади, військове відомство, суд, Історико-філологічний інститут ім. кн. О. Безбородька. Останніми в цій черзі були приватні будинки, театри, клуби, магазини.
На цей час електростанція за профілем вже не працює.
Зараз у приміщенні електростанції розташована Ніжинська дитячо-юнацька спортивна школа.

## Архітектура
Будинок електростанції виконаний у стилі спрощеного українського модерну. Автор споруди, відомий художник і архітектор О. Г. Сластіон надав фасадам характерних рис української народної архітектури: вежа з заломами й широко звисаючим дахом, полив'яні керамічні вставки в дусі народної орнаментики тощо.